# Ida Treat
Ida Treat Bergeret (4 de marzo de 1889 – 26 de marzo de 1978) fue una profesora universitaria y paleontóloga estadounidense. Trabajó como profesora en la Western Reserve University y el Vassar College. Durante las décadas de 1930 y 1940, escribió artículos e historias para publicaciones periódicas francesas y estadounidenses como The Nation, The New Yorker, Harpers,  The Saturday Evening Post  y  Paris Vu. Escribió 17 cuentos para The New Yorker entre 1941 y 1963.

## Vida y carrera
Ida Treat Bergeret nació el 4 de marzo de 1889 en Joliet, Illinois, Estados Unidos. Se graduó en la Western Reserve University en 1911. Más tarde se mudó a París para obtener un doctorado en letras en la Universidad de París. Después de graduarse en 1913, regresó a la Western Reserve University, donde comenzó su carrera profesional en la enseñanza de lenguas romances de 1913 a 1920.
En 1920, regresó a Francia, donde desarrolló una carrera de 20 años como escritora y periodista. Realizó cursos de paleontología en el Instituto de Paleontología Humana y en el Museo de Historia Natural en 1923. Entre Entre 1926 y 1930, obtuvo un segundo doctorado en paleontología en el Centro de Investigación Paleontológica de París. Durante la década de 1930, mientras trabajaba como corresponsal de Paris Vu, viajó por Europa, China y el Pacífico Sur.
También trabajó como miembro de la Misión Francesa de Información en Londres de 1943 a 1946.
En 1948, Bergeret se unió al Vassar College como profesora de inglés.
Se jubiló en 1954.

## Publicaciones
- Hogares primitivos en Los Pirineos (1927), una guía antropológica de la región de los Pirineos,
- Perlas, armas y hachís (1930), su primera obra de no ficción importante y
- El corazón anclado (1941) describe la vida entre los alemanes y los franceses.[3][2]

## Vida personal
Bergeret se casó tres veces con Raymond O'Neil, Paul Vaillant-Couturier y André Bergeret.

## Muerte
Bergeret murió el 26 de marzo de 1978 en Poughkeepsie, Nueva York.

## En la ficción
En la novela gráfica Equatoria, publicada en 2015 por el escritor Juan Díaz Canales y el artista Rubén Pellejero, una versión ficticia de Ida Treat viaja junto a Corto Maltés por África en busca de los restos del Preste Juan.